# Bathypogon rufitarsus
Bathypogon rufitarsus là một loài ruồi trong họ Asilidae. Bathypogon rufitarsus được Hull miêu tả năm 1958. Loài này phân bố ở miền Australasia.